# Arnoldo Chamot
Arnoldo E. Chamot fue un actor de cine y un pionero locutor argentino de amplia trayectoria.

## Carrera
Arnoldo Chamot se inició principalmente como locutor con su famosa frase de Champagne Duc de Saint Remi´ por Radio El Mundo. De expresividad extraordinaria, hizo una vasta carrera tanto en las tablas como detrás del micrófono en varios radioteatros.
Se desempeñó notoriamente en el antiguo LR1 Radio El Mundo, junto con otros grandes de la época como Jaime Font Saravia, Rafael Díaz Gallardo, Lucía Marcó, Dora Palma, Susy Morales, Jorge Fontana, María Teresa Bonelli, Valentín Viloria, Antonio Carrizo, Iván Casadó, Julio César Barton, Perla Márquez, Dorita Aguirre, María Esther Vignola, Luisita Montenegro, Jorge Homar del Río, Osvaldo Domec e Ignacio de Soroa. Esta emisora se inauguró la noche del 29 de noviembre de 1935 y con la asistencia del Presidente Agustín P. Justo y su esposa Ana Bernal de Justo, ubicado en el edificio de Maipú 555 con capacidad para quinientas personas, con la actuación de la orquesta sinfónica de 60 profesores dirigida por el maestro Juan José Castro, la cantante criolla Azucena Maizani y el cantante mexicano Juan Arvizu conocido como "El tenor
de la voz de seda". El primer locutor en presentar a los intérpretes fue Arnoldo Chamot.
En 1935 ya estuvo perfilado como uno de los cuatro locutores de la Broadcasting Municipal. Los otros eran Adolfo Sauze, Adolfo Messi y Alberto Aguirre.
En cine tuvo una aparición esporádica en películas con un tono dramático tales como Caprichosa y millonaria (1940), Carnaval de antaño (1940), La trampa (1949), entre otras.

## Filmografía
- 1940: Caprichosa y millonaria.
- 1940: Carnaval de antaño.
- 1949: La trampa.
- 1950: Abuso de confianza.
- 1952: No abras nunca esa puerta (episodio "Alguien al teléfono").

## Radio
- 1935: Educación, hogar y cultura, emitido por Radio Municipal.
- 1940: Intervalo.[4]
- 1946: El Relámpago.
- 1960:  Almacén de curiosidades, con Julián Bourges, microprograma auspiciado por vinos Gargantini.